# Bjørn Paulson
Bjørn Andreas Paulson (* 21. Juni 1923 in Bergen; † 14. Januar 2008 in Skien) war ein norwegischer Leichtathlet. 
Am 30. Juli 1948 bei den Olympischen Spielen in London gewann der Australier John Winter im Hochsprung mit 1,98 m vor vier Springern, die 1,95 m überqueren konnten. Paulson erhielt die Silbermedaille, nachdem er die 1,95 m als einziger im ersten Versuch überquert hatte.
Paulson übersprang drei Wochen später in Trondheim mit 1,96 m seine persönliche Besthöhe und gewann damit seinen einzigen norwegischen Meistertitel. 1949 überquerte er noch einmal 1,95 m. Er startete für IL Skjalg.